# Bilstein-Marathon

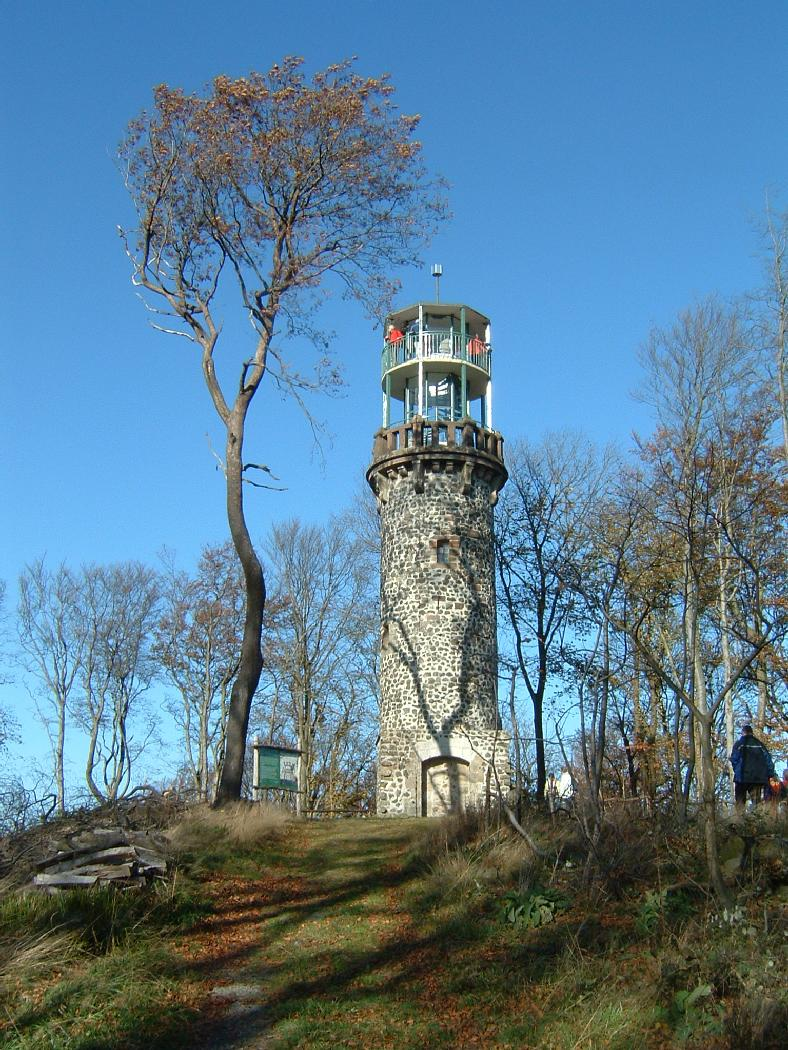
Bilsteinturm, höchster Punkt des Bilstein-Marathons

Der Bilstein-Marathon ist ein seit 2011 jährlich ausgetragener Ultramarathon durch den Kaufunger Wald mit Start und Ziel in Kleinalmerode. Die Laufstrecken seiner drei Wettbewerbe liegen in Hessen und Niedersachsen. Die Laufveranstaltung ist benannt nach dem zweithöchsten Berg des Mittelgebirges Kaufunger Wald, dem Bilstein (641,2 m ü. NHN). 2016 war der Bilstein-Marathon Austragungsort der Deutschen Meisterschaften im Ultratrail.

## Geschichte

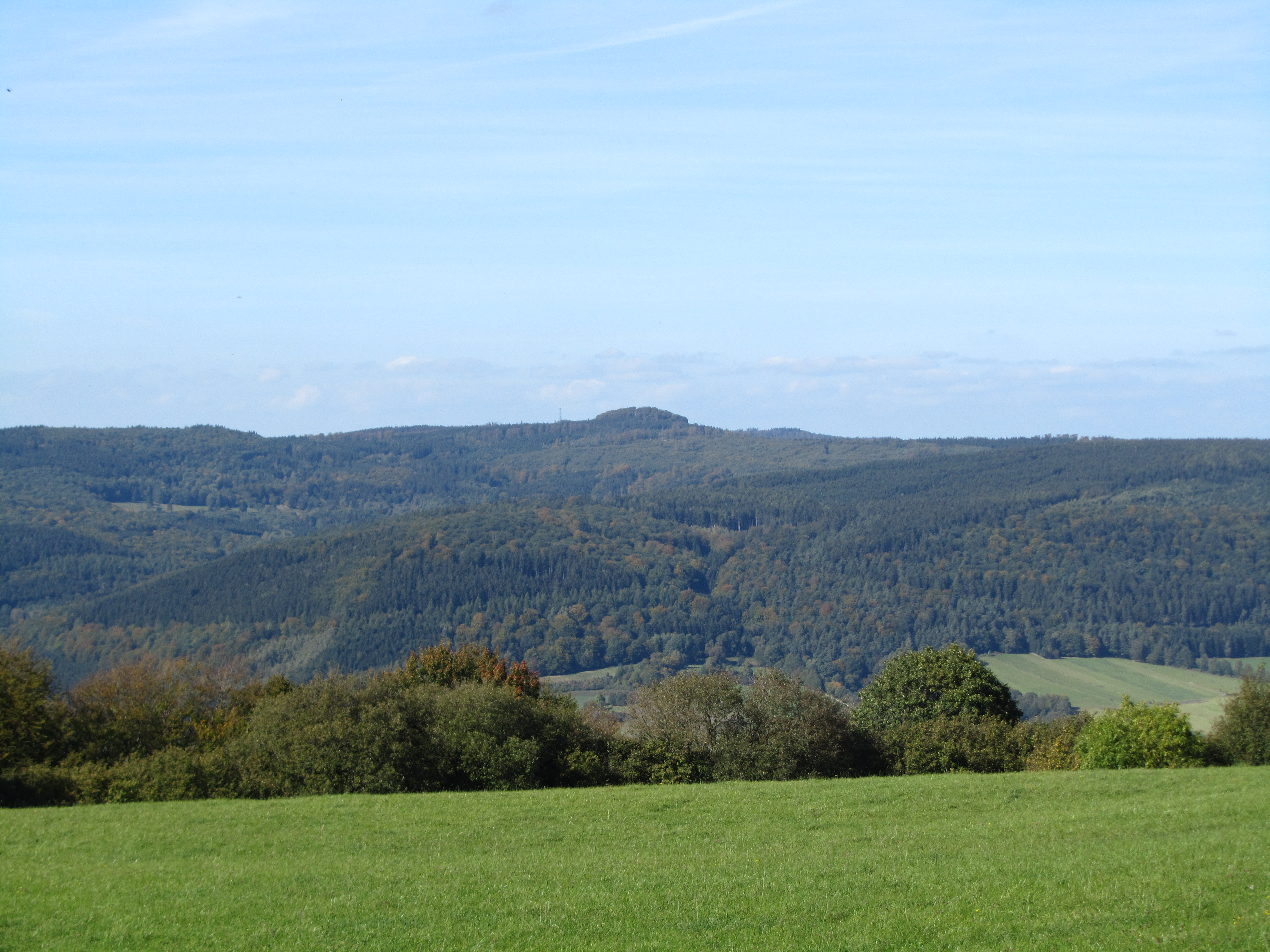
Kaufunger Wald mit Bilstein

Der Bilstein-Marathon wurde erstmals im Jahr 2011 ausgetragen. Das Motto des Ultramarathons lautet Flach ist anders!. 2016 wurden in die Laufveranstaltung mit oft frühzeitig ausgebuchten Teilnehmerlimit die Deutschen Meisterschaften im Ultratrail integriert, wofür die Strecke des Ultras zusätzlich verlängert wurde. Trotz Teilnehmerbegrenzung auf 500 Teilnehmer insgesamt platziert sich gemessen im Ultra-Wettbewerb der Bilstein-Marathon mit über 100 Läufern etwa auf dem zwanzigsten Rang der teilnehmerstärksten Ultratrails in Deutschland. Im Jahr der DM-Austragung 2016 war die Veranstaltung achtgrößter Ultralauf im nationalen Vergleich.

## Wettbewerbe

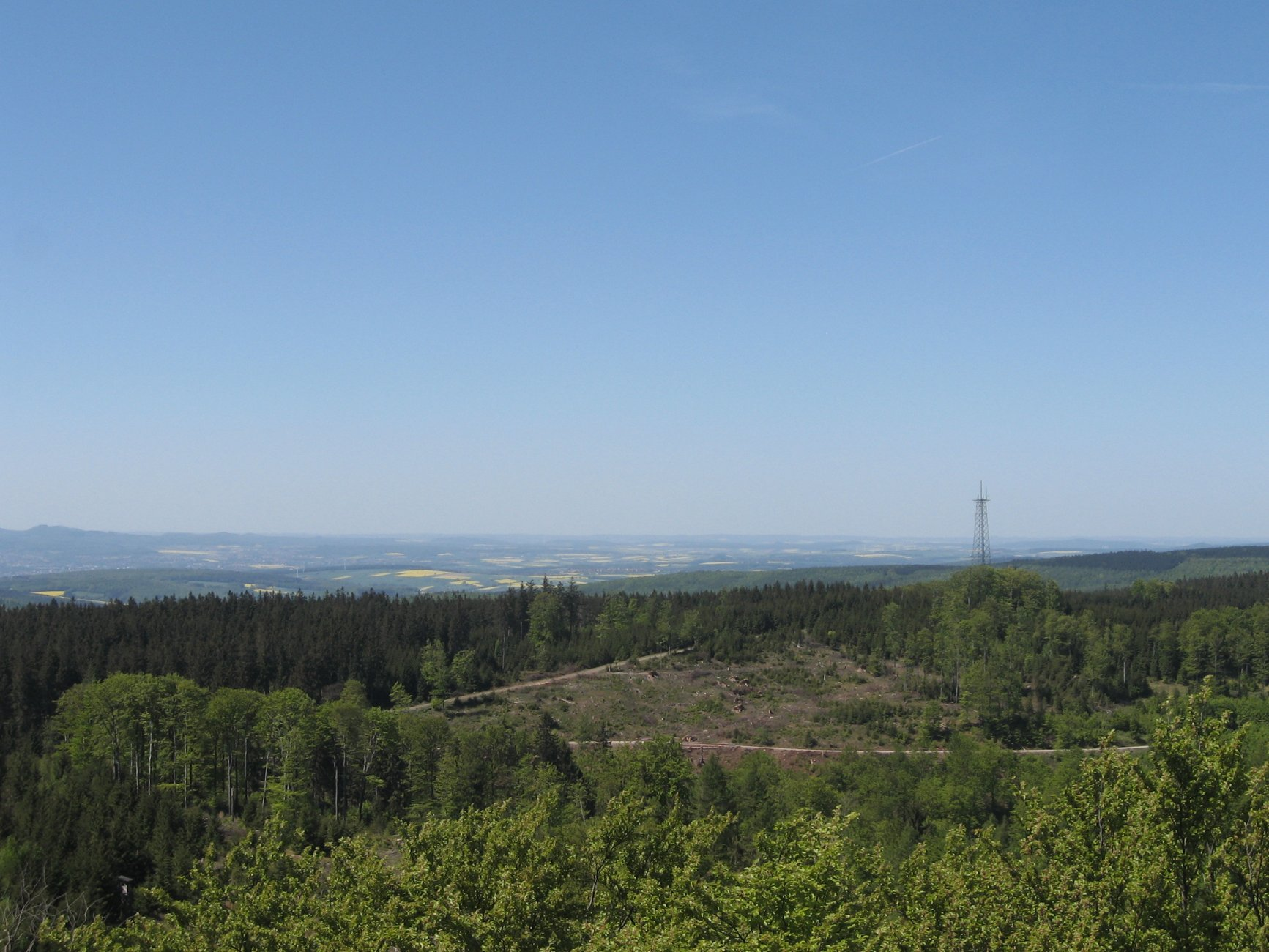
Nordwestblick vom Bilstein

Durchgeführt werden alljährlich vier Wettbewerbe:
| Wettbewerb                       | Länge | Höhenmeter | Anmerkung    |
| -------------------------------- | ----- | ---------- | ------------ |
| Bilstein-Marathon 21             | 21 km | 0535 Hm    | Halbmarathon |
| Bilstein-Marathon 42             | 42 km | 1100 Hm    | Marathon     |
| Bilstein-Marathon 42 Wandern     | 42 km | 1100 Hm    |              |
| Bilstein-Marathon 57 Ultra Trail | 57 km | 1500 Hm    |              |

## Streckenverläufe

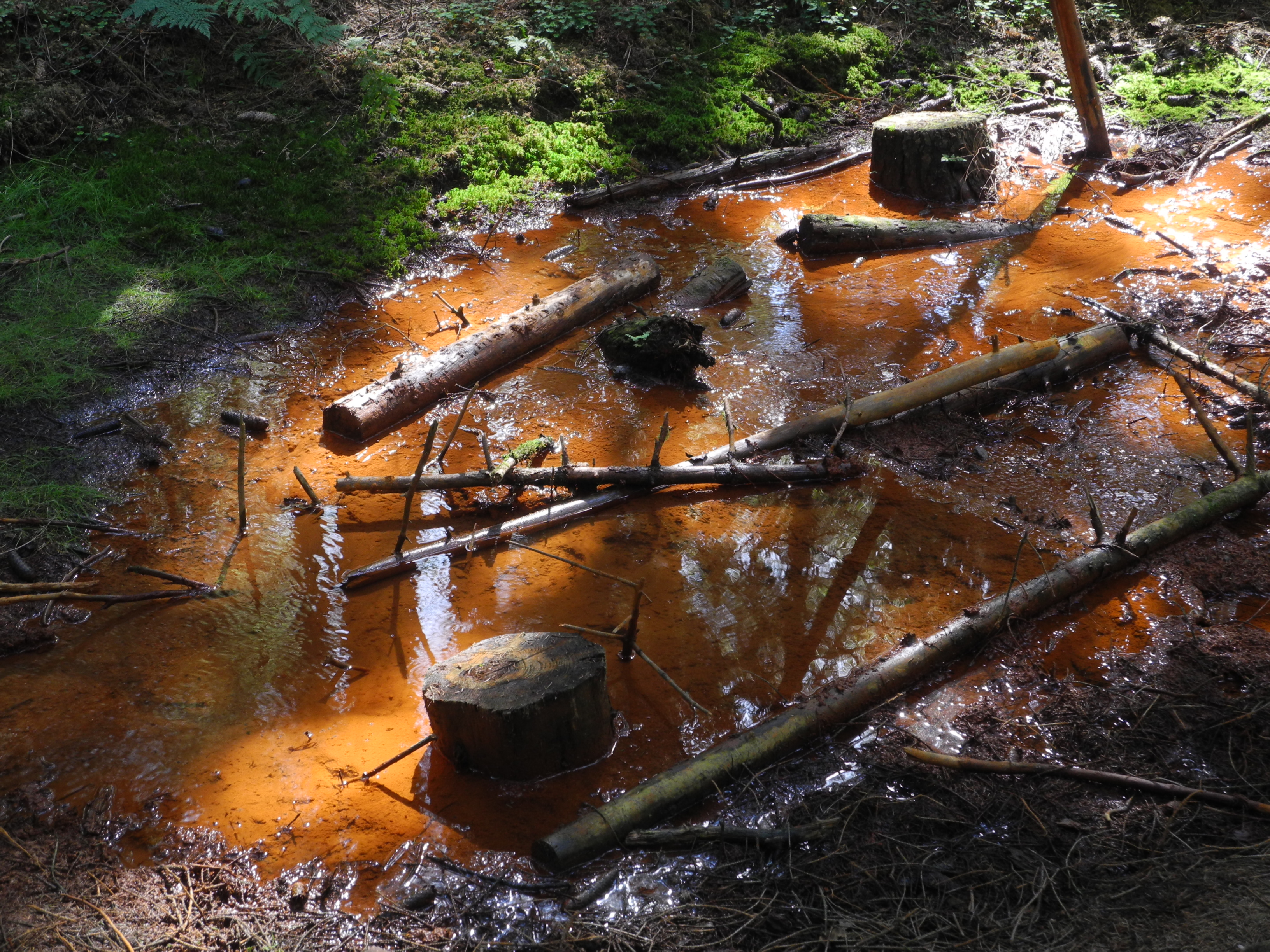
Rote Niestequelle

Start und Ziel aller ausgeschriebenen Wettbewerbe liegen in Kleinalmerode (253 m), einem Stadtteil von Witzenhausen. Marathon und Ultramarathon verlaufen zunächst auf den Rodeberg (ca. 320 m) zur neben einer auf 297,5 m Höhe liegenden Wegkreuzung stehenden Hermannseiche, umrunden diesen Berg und den Schäferberg (ca. 280 m), bevor sie mit dem Halbmarathon von Kleinalmerode vorbei am Hungershäuser Berg (423,1 m) hinauf zum zwischen Nieste und Kleinalmerode an der Landesstraße 563 liegenden Pass Umschwang (446 m) führen. Über den Waldweg Hausfirstbornstraße, über den auch der Fernwanderweg Frau-Holle-Pfad markiert ist, gelangen die Läufer zum Bilstein (641,2 m), teils mit Schleifen um die Berge Schwarzenberg (ca. 560 m), Giesenberg (526,8 m) und Steinberg (588,75 m) sowie vorbei an der Quelle der Roten Nieste. Vom Bilsteinturm, bei dem die Läufer traditionell mit Musik eines Spielmannszugs empfangen werden, führt die Halbmarathonstrecke über den Bielsteinweg vorbei an den Bergen Mühlenstein (607,2 m) und Klippstädt (ca. 350 m) zurück nach Kleinalmerode, während Marathon und Ultra-Trail über die Große Kappe (572,5 m) und deren Nordausläufer Kleine Kappe (463,5 m) sowie Umrundung des Wolfsbergs (ca. 355 m) vorbei an Roßbach (241 m) und dann zurück nach Kleinalmerode zu führen.

## Siegerlisten
Siegerlisten des Bilstein-Marathons mit Hervorhebung der Streckenrekorde:

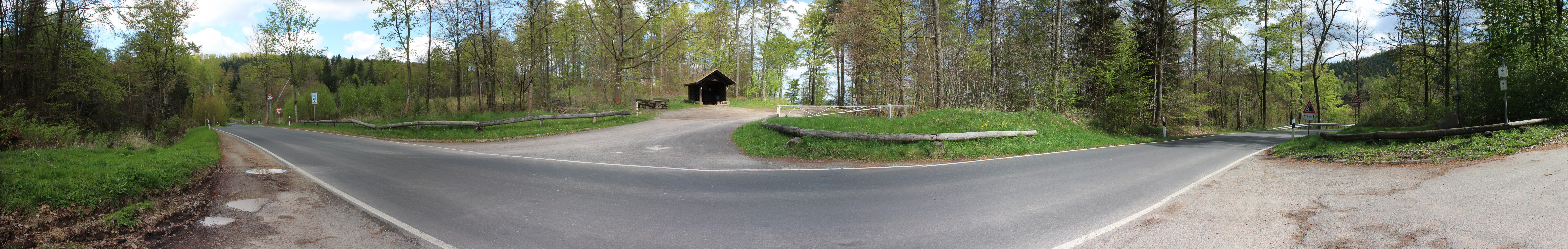
Pass Umschwang

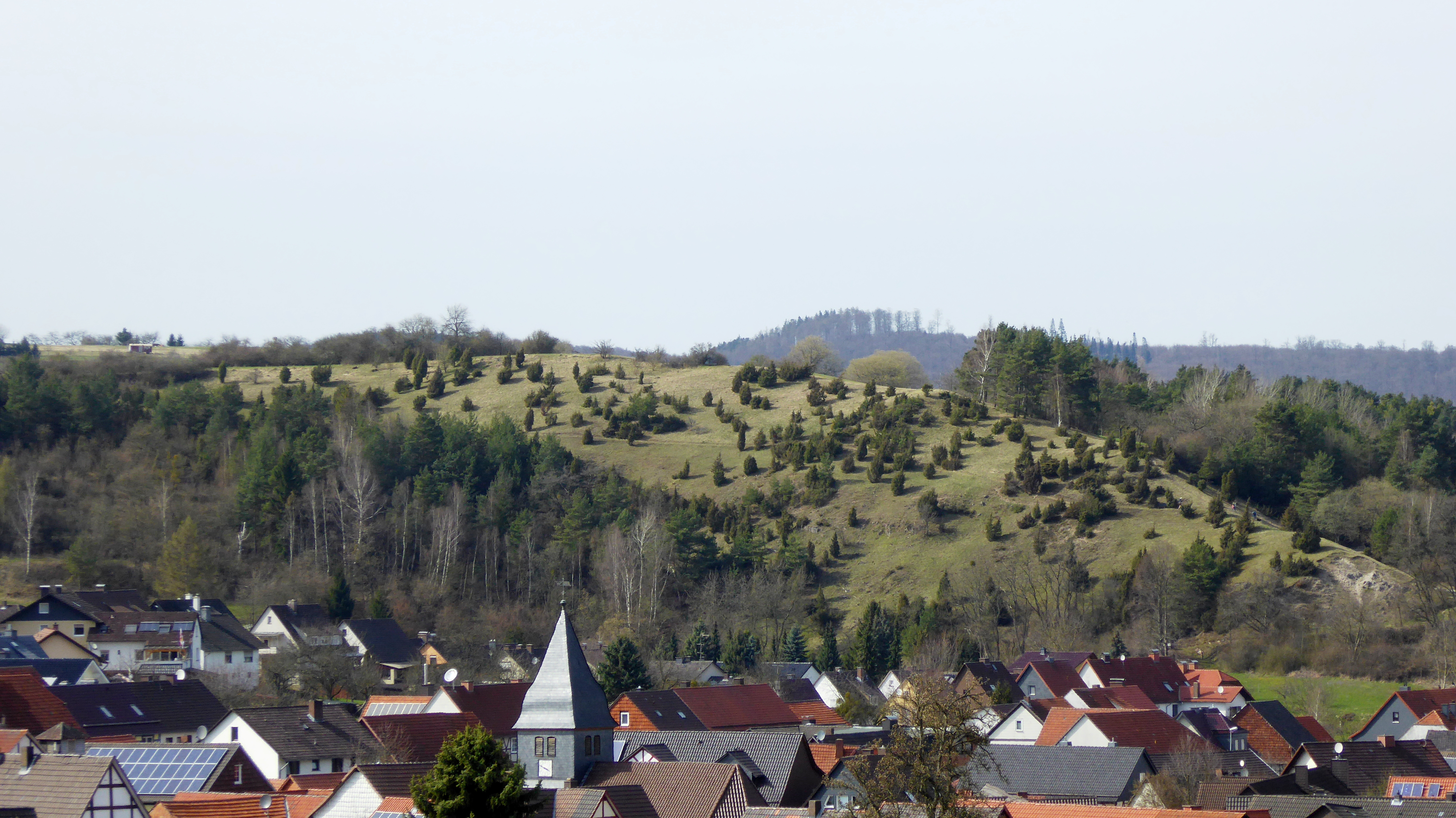
Roßbach mit Kalkmagerrasen

### Halbmarathon
| Datum         | Männer                                       | Zeit                                         | Frauen                                       | Zeit                                         |
| ------------- | -------------------------------------------- | -------------------------------------------- | -------------------------------------------- | -------------------------------------------- |
| 2. Apr. 2022  |                                              |                                              |                                              |                                              |
| 2. Mai 2020   | n/a, da wegen der COVID-19-Pandemie abgesagt | n/a, da wegen der COVID-19-Pandemie abgesagt | n/a, da wegen der COVID-19-Pandemie abgesagt | n/a, da wegen der COVID-19-Pandemie abgesagt |
| 28. Apr. 2019 | Johannes Hofsommer                           | 1:22:15                                      | Andrea Behnert                               | 1:38:46                                      |
| 6. Mai 2018   | Florian Engel                                | 1:27:39                                      | Sandra Ricke                                 | 1:42:27                                      |
| 7. Mai 2017   | Benjamin Sperl                               | 1:21:19                                      | Jutta Goepfert                               | 1:47:21                                      |
| 17. Apr. 2016 | Timo Pippart                                 | 1:23:25                                      | Tanja Nehme -3-                              | 1:33:33                                      |
| 12. Apr. 2015 | Georg Wurschi                                | 1:25:05                                      | Tanja Nehme -2-                              | 1:33:01                                      |
| 6. Apr. 2014  | Jan-Eike Kistner                             | 1:26:44                                      | Tanja Nehme                                  | 1:36:35                                      |
| 14. Apr. 2013 | Andreas Gerrits                              | 1:17:17                                      | Ilona Hildmann -2-                           | 1:52:19                                      |
| 22. Apr. 2012 | Sascha Vogler -2-                            | 1:25:15                                      | Ilona Hildmann                               | 1:47:34                                      |
| 3. Apr. 2011  | Sascha Vogler                                | 1:28:35                                      | Heidrun Meissner                             | 1:47:06                                      |

### Marathon
| Datum         | Männer                                       | Zeit                                         | Frauen                                       | Zeit                                         |
| ------------- | -------------------------------------------- | -------------------------------------------- | -------------------------------------------- | -------------------------------------------- |
| 2. Apr. 2022  |                                              |                                              |                                              |                                              |
| 2. Mai 2020   | n/a, da wegen der COVID-19-Pandemie abgesagt | n/a, da wegen der COVID-19-Pandemie abgesagt | n/a, da wegen der COVID-19-Pandemie abgesagt | n/a, da wegen der COVID-19-Pandemie abgesagt |
| 28. Apr. 2019 | Daniel Höner                                 | 3:25:45                                      | Sylke Kuhn -2-                               | 3:48:18                                      |
| 6. Mai 2018   | Benjamin Sperl                               | 3:09:26                                      | Sylke Kuhn                                   | 4:07:55                                      |
| 7. Mai 2017   | Florian Reichert                             | 2:53:25                                      | Martina Ramthun                              | 4:11:37                                      |
| 17. Apr. 2016 | Jörg Kreiker                                 | 3:29:38                                      | Christiane Kempkes                           | 4:00:27                                      |
| 12. Apr. 2015 | Uwe Hüttenmüller                             | 3:29:15                                      | Antje Feldmann                               | 4:21:01                                      |
| 6. Apr. 2014  | Sebastian Bergmann                           | 2:55:09                                      | Susi Lüürßen                                 | 3:55:08                                      |
| 14. Apr. 2013 | Torsten Würtz                                | 3:33:29                                      | Tanya Szech                                  | 4:10:56                                      |
| 22. Apr. 2012 | Lars Donath                                  | 2:57:04                                      | Tewes Geertje                                | 3:55:28                                      |
| 3. Apr. 2011  | Frank Kleinsorg                              | 3:08:37                                      | Dorothe Wolf                                 | 4:11:23                                      |

### Ultra-Trail
| Datum         | Männer                                       | Zeit                                         | Frauen                                       | Zeit                                         | Distanz                                      |
| ------------- | -------------------------------------------- | -------------------------------------------- | -------------------------------------------- | -------------------------------------------- | -------------------------------------------- |
| 2. Apr. 2022  |                                              |                                              |                                              |                                              |                                              |
| 2. Mai 2020   | n/a, da wegen der COVID-19-Pandemie abgesagt | n/a, da wegen der COVID-19-Pandemie abgesagt | n/a, da wegen der COVID-19-Pandemie abgesagt | n/a, da wegen der COVID-19-Pandemie abgesagt | n/a, da wegen der COVID-19-Pandemie abgesagt |
| 28. Apr. 2019 | Kevin Trebing-Hild                           | 4:47:40                                      | Birgit Schwartz-Reinken -6-                  | 5:34:13                                      | 57 km 1                                      |
| 6. Mai 2018   | Alexander Edelhofer -2-                      | 4:33:17                                      | Birgit Schwartz-Reinken -5-                  | 5:16:54                                      | 57 km                                        |
| 7. Mai 2017   | Alexander Edelhofer                          | 4:33:44                                      | Birgit Schwartz-Reinken -4-                  | 5:15:13                                      | 57 km                                        |
| 17. Apr. 2016 | Florian Reichert                             | 4:29:03                                      | Manishe Sina                                 | 5:36:00                                      | 65 km                                        |
| 12. Apr. 2015 | Benjamin Sperl                               | 4:22:29                                      | Birgit Schwartz-Reinken -3-                  | 5:23:37                                      | 57 km                                        |
| 6. Apr. 2014  | Bernhard Munz                                | 4:13:58                                      | Birgit Schwartz-Reinken -2-                  | 4:50:56                                      | 54 km                                        |
| 14. Apr. 2013 | Lars Donath                                  | 4:11:28                                      | Birgit Schwartz-Reinken                      | 4:56:47                                      | 53 km                                        |